# Slash's Snakepit
Slash's Snakepit is een rockband, opgericht door Slash, de gitarist van Guns N' Roses en gitarist van Velvet Revolver.

## Slash's Snakepit (1995)
Slash had al een eigen coverband (Slash's Blues Ball), maar wilde ook een band waarmee hij eigen nummers ten gehore kon brengen. Na de UYI-tournee van Guns N' Roses richtte hij in 1995 "Slash's Snakepit" op. Hij riep wat oude en bekende gezichten samen. Matt Sorum en Gilby Clarke (leden van Guns N' Roses), Matt Sorum nam in Guns N' Roses de plek van Steven Adler in en Gilby Clarke de plek van Izzy Stradlin), Mike Inez (Alice in Chains) en Eric Dover (Jellyfish) vervolledigden de band. In Slash' thuisstudio werden de nummers voor hun eerste album (It's Five O'Clock Somewhere) geschreven en ingeoefend. De naam Slash's Snakepit stamt af van Slash' liefde voor slangen. Daarom wordt zijn studio ook wel de Snakepit genoemd.
De bandleden:
- Slash (Saul Hudson): lead- en slaggitaar
- Eric Dover: zang
- Matt Sorum: drums
- Gilby Clarke: slaggitaar
- Mike Inez: basgitaar

## Slash's Snakepit (2000)
Voor het album Ain't Life Grand? uit 2000 moest Slash een nieuwe bezetting formeren: de andere artiesten waren reeds teruggekeerd naar hun eigen groep of hadden zelf een nieuw project opgestart. Deze nieuwe bandsamenstelling was zonder Matt Sorum, Eric Dover, Gilby Clarke en Mike Inez. De nieuwe formatie zag er als volgt uit:
- Slash (Saul Hudson): lead- en slaggitaar
- Rod Jackson: zang
- Keri Kelli: slaggitaar
- Johnny Blackout: basgitaar
- Matt Laug: drums
- Teddy Zigzag Andreadis: keyboard en harp

## Albums
- It's Five O'Clock Somewhere (1995)
- Ain't Life Grand? (2000)